# Ribnitz-Damgarten
Ribnitz-Damgarten är en stad i tyska förbundslandet Mecklenburg-Vorpommern. Staden ligger i distriktet Vorpommern-Rügen och har cirka16 000 invånare. Stadsdelarna Ribnitz och Damgarten var självständiga städer fram till 1950, när de sammanlades.
Staden ingår i kommunalförbundet Amt Ribnitz-Damgarten tillsammans med kommunerna Ahrenshagen-Daskow, Schlemmin och Semlow.

## Geografi
Staden ligger vid Ribnitzer See, som är en del av havsviken Saaler Bodden. Gränsen mellan stadsdelarna Ribnitz och Damgarten är ån Recknitz som också var gränsen mellan de historiska stater Mecklenburg (Ribnitz) och Pommern (Damgarten).

## Historia

### Damgarten
År 1250 uppfördes en borg av Jarimar II, som var furste av Rügen. Nära borgen utvecklade sig en ort som kallades ”Damechore“. Orten fick stadsrättigheter i 1258.
Under trettioåriga kriget besattes staden av svenskarna år 1630. År 1637 utrymdes Damgarten, men 1638 återtogs staden och svenskarna förbättrade befästingarna. Efter kriget ingick Damgarten i Svenska Pommern.
Under nordiska kriget intogs staden år 1711 av de allierade, men 1712 återigen intogs staden av svenskarna. År 1758 raserades befästningar av preussiska trupper, som besatte staden, men svenskarna återställde dem år 1760. Under napoleonkrigen tvangs svenskarna att rymma staden år 1806 och de måste uppgiva staden åt franska armén. År 1814 kom Damgarten till Danmark vid Freden i Kiel. Danskarna avträdde staden till Preussen år 1815. Under 1800-talet utvecklade sig industrien i Damgarten, till exempel grundades ett glasbruk år 1852.
År 1939 hade Damgarten cirka 4 000 invånare.

### Ribnitz

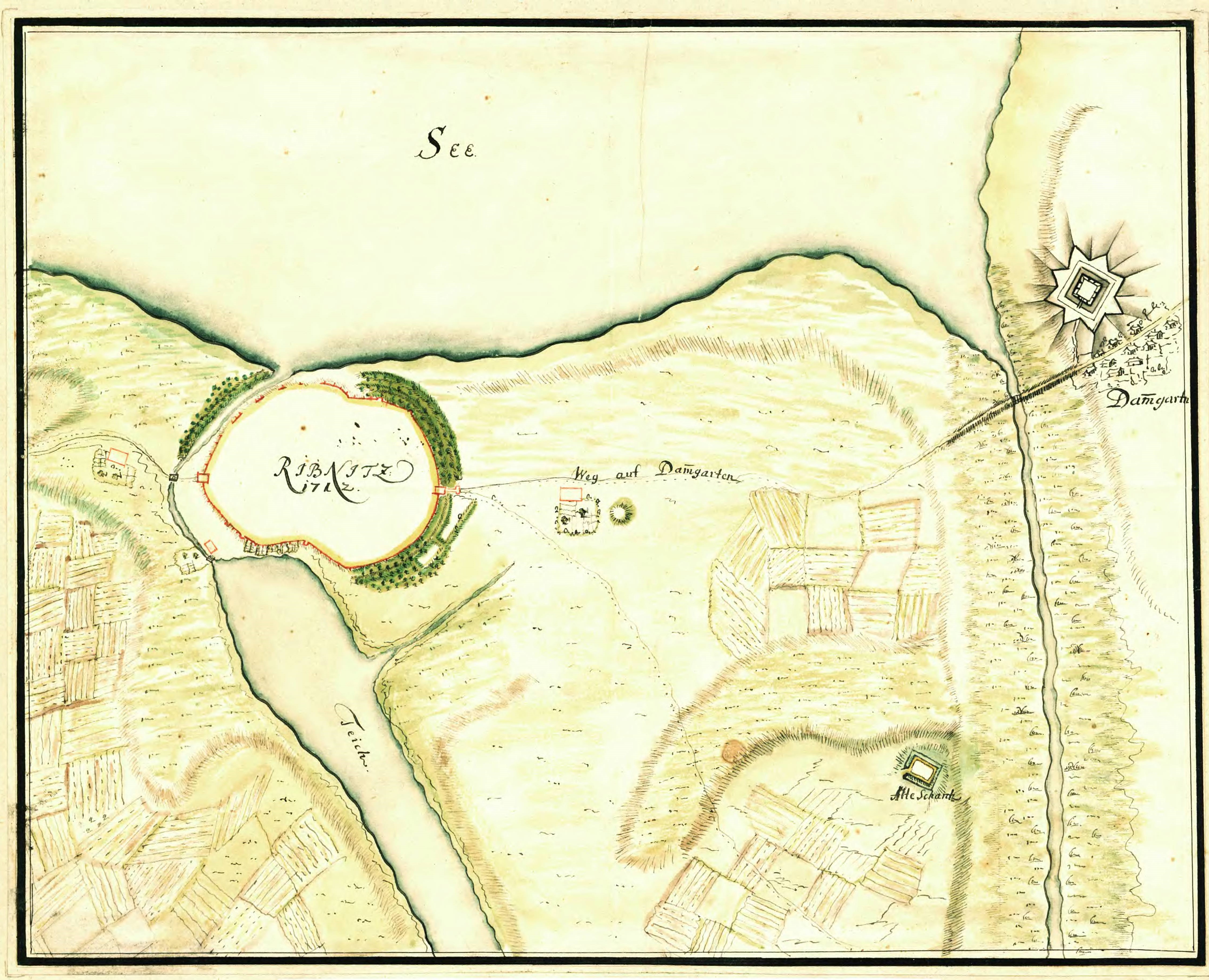
Ribnitzs (vänster) och Damgartens (höger) läge år 1712

Under 1200-talet fanns en borg av den mecklenburgska fursten på Ribnitzs nuvarande stället. Omkring borgen utvecklade sig en stad, som kallades ”rybanis” och som omnämndes första gången i 1233. Staden fick sina stadsrättigheter år 1257 av Henrik Burwin III av Mecklenburg. År 1323 stiftade fursten Henrik II av Mecklenburg ett klarisskloster vid borgens plats i Ribnitz. Klostret existerade fram till tyska reformationen, när klostret blev jungfrustift.
Från medeltiden fram till 1600-talet var staden befäst med ringmur och pallisadverk. Men under trettioåriga kriget intogs Ribnitz av svenskarna år 1630. Svenskarna utbyggdes stadens befästningar med bastioner och hornverk, eftersom staden låg vid vägen till Pommern. Efter westfaliska freden blev Ribnitz del av hertigdömet Mecklenburg.
Under 1800-talet utvecklade sig industrien i Ribnitz. Till exempel grundades ett skeppsvarv i Ribnitz år 1832 och år 1888 anslöts Ribnitz liksom Damgarten vid järnvägslinjen mellan Rostock och Stralsund. År 1917 fanns i Ribnitz tre spinnfabriker, en maskinfabrik, ett bryggeri, ett mejeri och ett gas- och elektricitetsverk och 1934 grundades flygplanstillverkaren Walter-Bachmann Flugzeugwerke KG i Ribnitz, som blev den största arbetsgivare i staden (cirka 3000 anställda).
År 1939 hade Ribnitz cirka 8 000 invånare.

### Efter andra världskriget
Under östtyska tiden sammanlades städerna Damgarten och Ribnitz år 1950. Den nya staden kallades Ribnitz-Damgarten som blev huvudorten av ett distrikt med samma namn. Distriktet tillhörde länet Rostock (1952-1990). Under denna tid grundades också olika folkägda företag (VEB), som blev viktiga arbetsgivare, till exempel VEB Ostseeschmuck, som tillverkade bärnstensmycken och VEB Faserplattenwerk.
Den största arbetsgivaren idag är företaget Eisbär, som tillverkar glass. I staden finns idag också ett dagis som heter die Sonnenblume (solrosen), en realskola och ett gymnasium.

## Sevärdheter

### Museer och byggnader

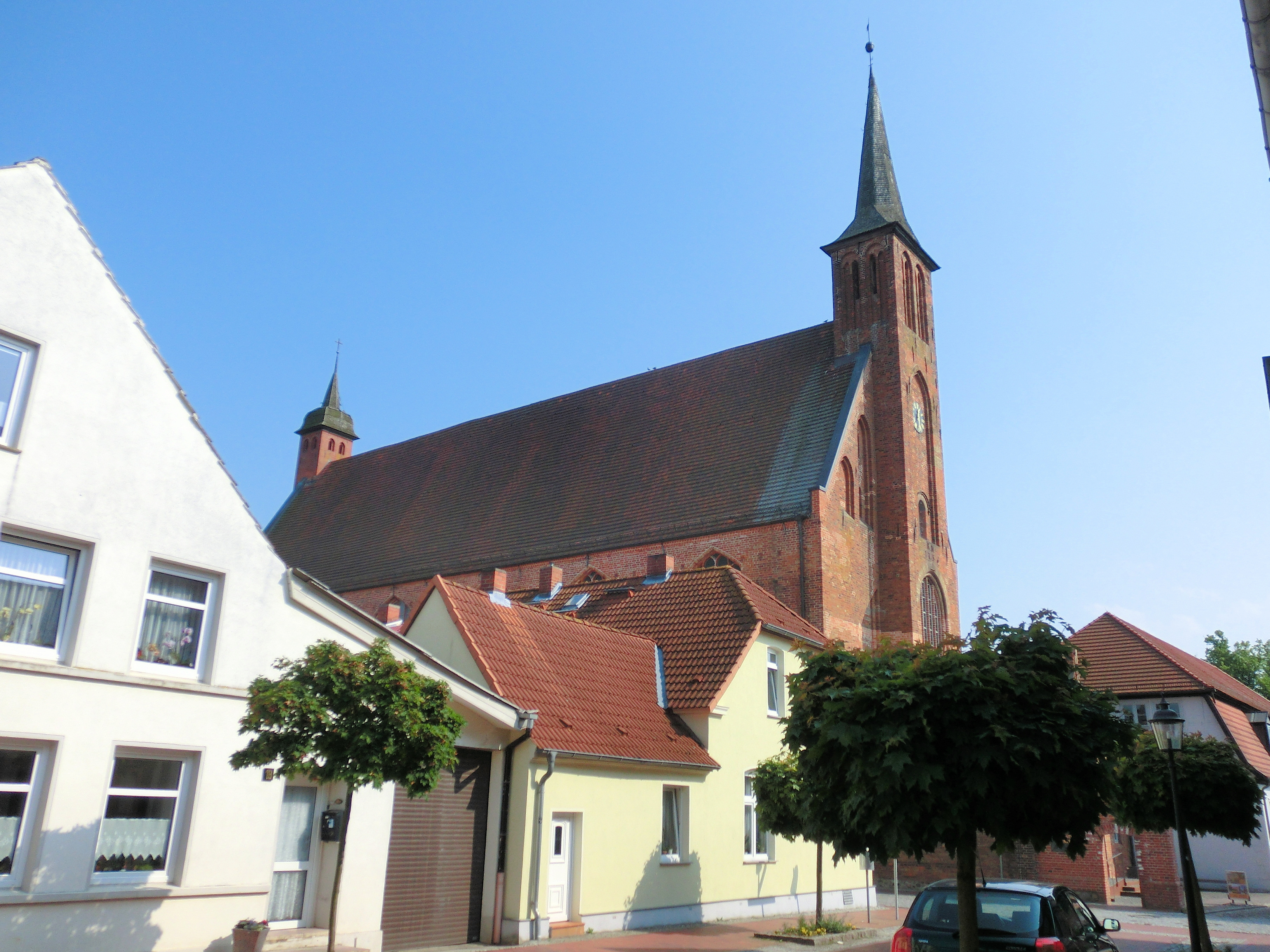
Klosterkyrkan i Ribnitz-Damgarten

På vägen från centrum mot Rostock passerar man ”Rostocker Tor” som är en medeltida stadsport. Vid bron över den dåvarande gränsfloden Recknitz ligger det gamla tullhuset som idag är ett vanligt bostadshus.
Vid klostret i stadsdelen Ribnitz finns det tyska bärnstensmuseet (tyska: Bernsteinmuseum) och därför kallas hela staden för Bernsteinsstadt Ribnitz-Damgarten.
Det mest utmärkande för stadsdelen Damgarten är kanske ändå den breda träbron för fotgängare som leder bort mot gångvägen längs Bodden som går till bostadsområdet Pütnitz. Damgartens äldsta hus är från 1700-talet och är ett kosvirkeshus där det numera finns en porslinsaffär och en järnhandel.

### Gatunamn
Gatunamnen i Ribnitz påminner om den kommunistiska tiden med namn som Straße des Aufbaus, Straße des Friedens, Moskauer Straße, Minsker Straße osv.
I Damgarten har gatorna i stället mer klassiska tyska gatunamn som Goethestraße, Schillerstraße osv. Ett undantag är dock Rosa-Luxemburg-Straße som ligger i Damgarten.

## Fritid
I Ribnitz finns ett ganska nybyggt badhus med ett omfattande bastulandskap där det bl.a. finns en bärnstensbastu. Vid stadsdelen Damgarten finns en småbåtshamn, och en del sommarstugor nära vid vattnet.

## Vänorter
Staden Ribnitz-Damgarten har två vänorter:
- Buxtehude i Tyskland
- Slawno i Polen

## Kommunikationer
Ribnitz-Damgarten har två järnvägsstationer som ligger både vid järnvägen mellan Rostock och Stralsund. Stationen Ribnitz-Damgarten West ligger i stadsdelen Ribnitz. Från denna stationen avgår bland annat Intercity-tågförbindelser (IC)  mot Rostock/Hamburg eller Stralsund/Binz  Från den andra stationen, Ribnitz-Damgarten Ost, som ligger i stadsdelen Damgarten, avgår bara regionaltåg.
Om man kommer från Sverige ska man alltså ta färjan från Trelleborg till Rostock och sedan tåg mot Sassnitz, eller färjan från Trelleborg till Sassnitz och tåg mot Rostock.

### Mellan stadsdelarna
Om man vill gå till fots mellan Damgarten och Ribnitz så tar det ca 25 minuter (från det ställe där bebyggelsen slutar i Damgarten fram till Sportpalast som är den första byggnaden i Ribnitz som man kommer fram till). Efter bron över Recknitz delar sig gång- och cykelvägen så att man kan välja att gå längs med Bodden eller längs med bilvägen.
Det finns även en stadsbuss som flera gånger om dagen kör mellan stadsdelarna och så kan man åka tåg eller taxi.

## Galleri

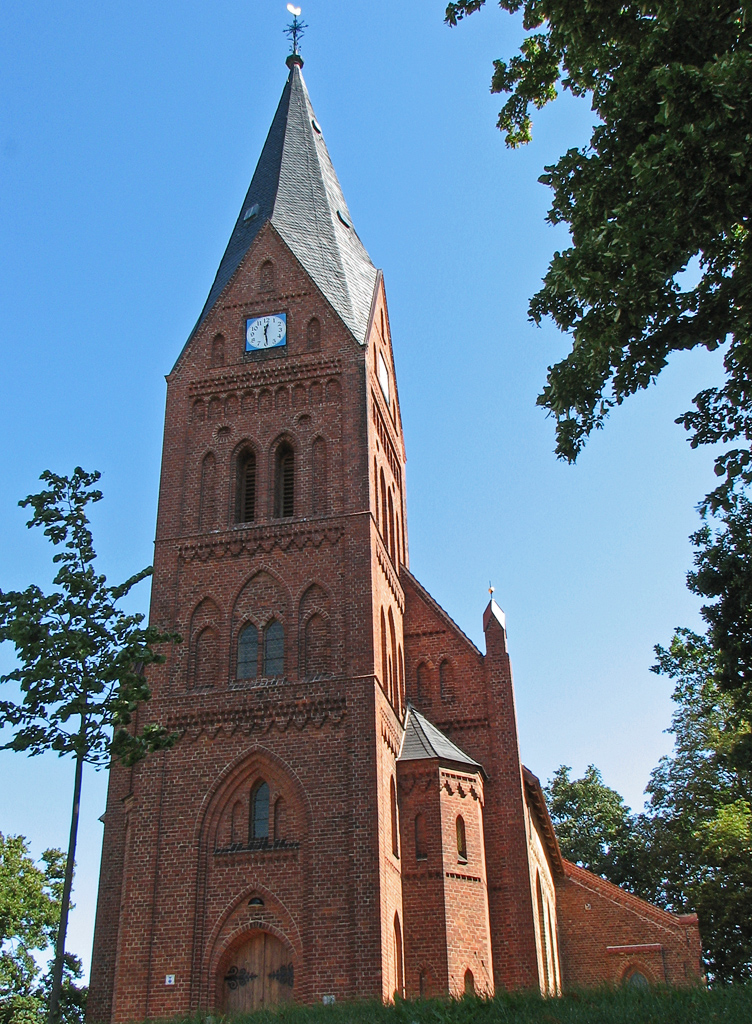
Kyrkan St. Bartolomäus i Damgarten
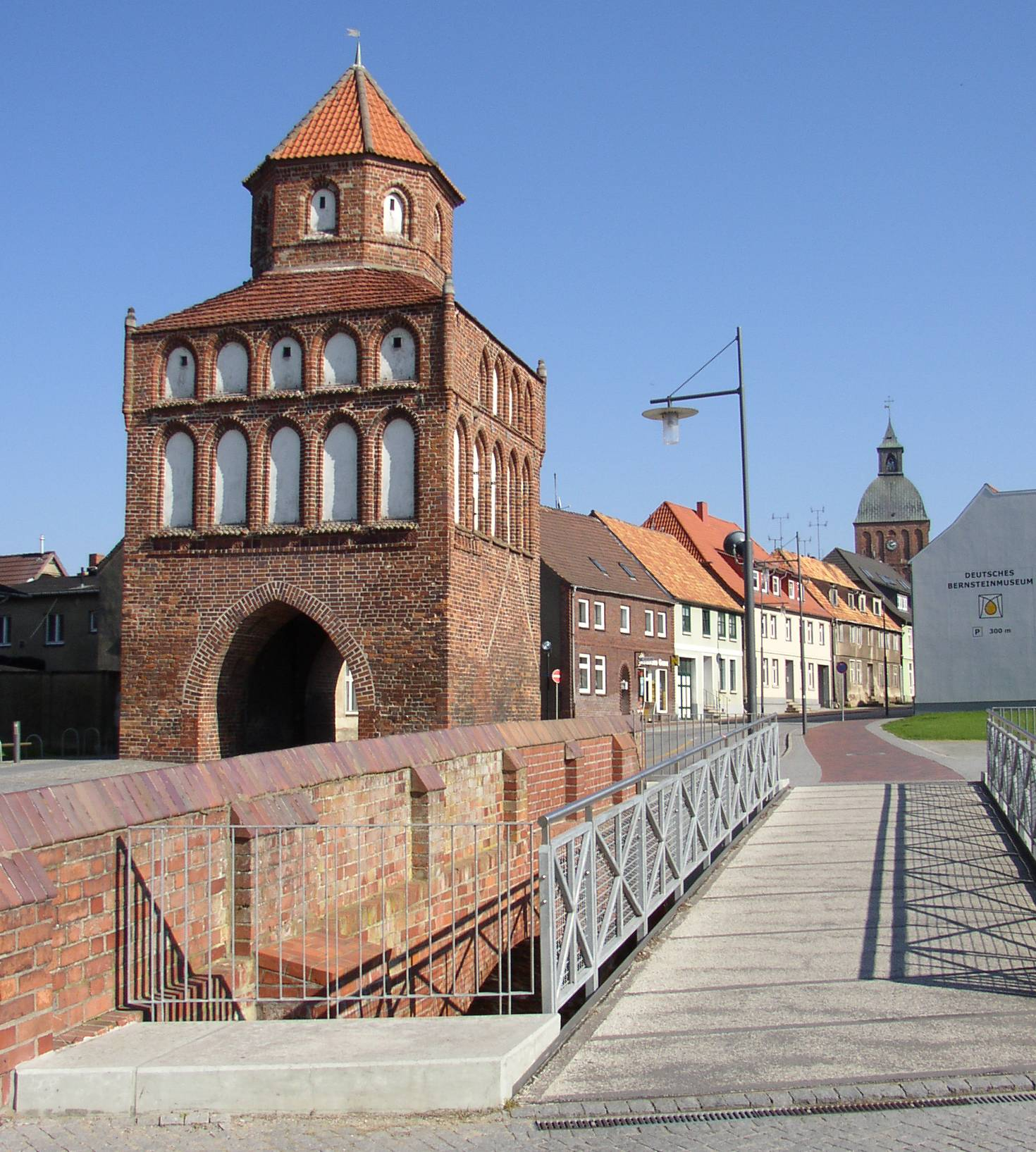
Stadsport „Rostocker Tor“
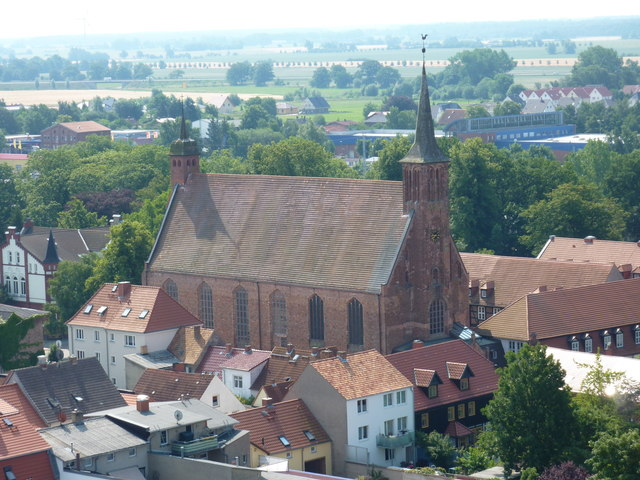
Klarissklostret i stadsdelen Ribnitz
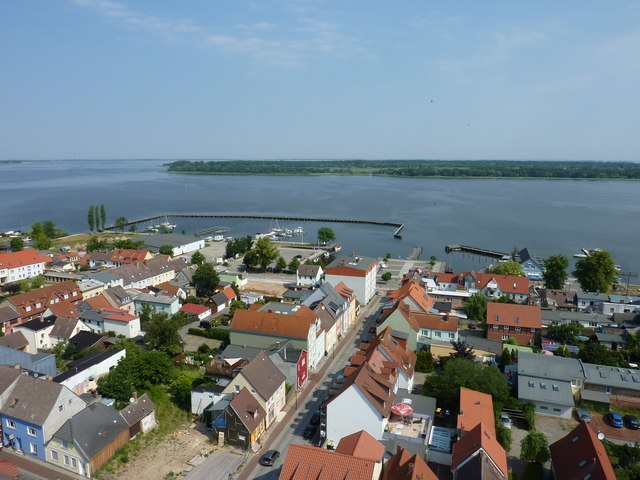
Hamn i Ribnitz-Damgarten